# رينا أكياما
رينا أكياما (باليابانية: 秋山莉奈) هي عارضة ومغنية وممثلة يابانية، ولدت في 26 سبتمبر 1985 بطوكيو في اليابان.

## وصلات خارجية
- رينا أكياما على موقع IMDb (الإنجليزية)
- رينا أكياما على موقع ألو سيني (الفرنسية)
- رينا أكياما على موقع ميوزك برينز (الإنجليزية)
- رينا أكياما على موقع قاعدة بيانات الفيلم (الإنجليزية)
- رينا أكياما على موقع كينوبويسك (الروسية)